# ロスキレ条約 (1658年)
ロスキレ条約（ロスキレじょうやく、英語: Treaty of Roskilde、デンマーク語発音: [ˈʁʌskilə]）は、北方戦争中の1658年3月8日（グレゴリオ暦）/2月26日（ユリウス暦）、デンマーク領のロスキレで締結されたデンマーク＝ノルウェー王フレデリク3世とスウェーデン王カール10世の間の条約。

## 概要
氷上侵攻により大敗したデンマーク＝ノルウェーは独立を保つために領土の3分の1にあたるスコーネ地方、ブーヒュースレーン地方、ブレーキンゲ地方、トロンデラーグ地方、ボーンホルム島をスウェーデンに割譲、ブレムセブルー条約によるハッランド地方への請求権を放棄した。
条約が発効した後、スウェーデン軍はデンマーク＝ノルウェーでの戦役を続けたが、デンマーク＝ノルウェーとネーデルラント連邦共和国が同盟したためデンマークからは撤退せざるを得ず、1660年のコペンハーゲン条約でボーンホルム島をデンマークに、トロンデラーグ地方をノルウェーに返還した。それ以外の割譲地はスウェーデン領のままとなった。

## 背景
北方戦争の最中、1658年2月11日（ユリウス暦）にスウェーデン王カール10世はユトランド半島を渡って氷上侵攻を敢行、デンマークのシェラン島を占領した。予備条約のターストルプ条約は2月18日に、最終条約のロスキレ条約は26日に締結された。
スウェーデンは同時期にノルウェー西部のロムスダルに侵攻したが、現地の農民がスウェーデンの徴税と徴兵に激しく抵抗、スウェーデンからの総督は歩兵1個中隊と騎兵50人を派遣してようやく徴税できたありさまだった。そのため、占領は失敗した。

## 内容
条約の内容は下記の通りである。

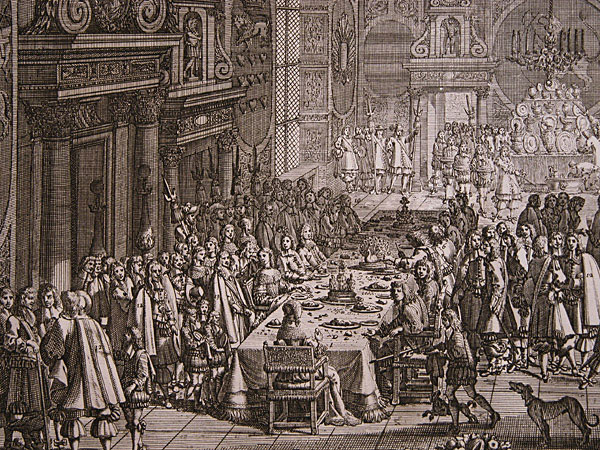
ロスキレ条約の締結後にフレデリクスボー城で行われた祝宴。

- デンマーク領スコーネ地方をスウェーデンに割譲する。
- デンマーク領ブレーキンゲ地方をスウェーデンに割譲する。
- ブレムセブルー条約によりスウェーデンが30年間占有する、デンマーク領ハッランド地方をスウェーデンに割譲する。
- デンマーク領ボーンホルム島をスウェーデンに割譲する。
- ノルウェー領ブーヒュースレーン地方をスウェーデンに割譲する。これによりスウェーデン・西欧間の貿易の障礙がなくなった。
- ノルウェー領トロンデラーグ地方（ノルドモレ（英語版）とロムスダル（英語版）含む）をスウェーデンに割譲する。
- デンマークは全ての反スウェーデン同盟から脱退する。
- デンマークは海峡を通過してバルト海に入るスウェーデンに敵対的な軍艦の通過を阻止する。
- ホルシュタイン＝ゴットルプ公フレゼリク3世の領地を全て返還する[6]。
- デンマークはスウェーデンの占領軍の費用を支払う。
- デンマークはカール10世の戦争のために軍隊を供出する[7]。

## その後

### コペンハーゲン
カール10世はロスキレ条約に満足せず、彼は7月7日にゴットルプ城で行われた枢密院会議でデンマークを完全に消滅させることを決定した。そして、何の警告もなくロスキレ条約を破って再びデンマーク＝ノルウェーを攻撃した。続くコペンハーゲンへの襲撃ではオランダが1649年の条約に基づきデンマークを挑発もなかった侵攻から守るために遠征艦隊と遠征軍を派遣した。オランダ艦隊がエーレスンド海峡の海戦でスウェーデン艦隊を破ったこともあり、コペンハーゲンの住民は抵抗に成功した。スウェーデン軍はミヒール・デ・ロイテル提督率いるデンマーク＝オランダ連合艦隊に阻まれてランズクルーナとデンマークの諸島に分断され、翌1659年に撤退を余儀なくされた。

### ボーンホルム島とトロンデラーグ
一方、ノルウェー軍はスウェーデンの占領軍をトロンデラーグ地方から追い出すことに成功した。その結果、1660年のコペンハーゲン条約ではトロンデラーグがノルウェーに、ボーンホルム島がデンマークに返還された。
コペンハーゲン条約によるトロンデラーグ地方の返還は、スウェーデンの占領に対する現地の激しい抵抗を原因とする。スウェーデンの占領は歓迎されたか、少なくともすぐに抵抗されずに済んだが、スウェーデンはトロンデラーグ地方に徴兵令を敷き、15歳以上の男子2千人をスウェーデン軍に徴集してポーランドとブランデンブルクで戦うよう命じた。カール10世はトロンデラーグの住民がスウェーデンの占領に対し反乱を起こす可能性を考え、成人男子の大半を故郷から引き離すべきと考えた。徴兵された人々のうち、故郷に戻れたのは約3分の1だけだった。また統治を容易にするために一部スウェーデン領エストニア公国に強制移住された者もいた。トロンデラーグ地方の男性はすでに多くがデンマーク＝ノルウェーの陸軍と海軍に徴兵されていたため、スウェーデンの強制徴兵はトロンデラーグ地方の男性をほぼ全て徴集した。結果は壊滅的であり、農地で収穫する人手が不足したため飢饉がおこり、トロンデラーグ地方の歴史家の一部はこれをトロンデラーグ人のジェノサイドであると考えた。
数か月間だけながら、スウェーデンの徴税と徴兵は大きな憎しみを生み出し、デンマーク＝ノルウェーの団結と愛国心を引き起こした結果となり、向こう80年間スウェーデンによるデンマーク＝ノルウェー侵攻への対抗を強める結果となった。

### スコーネ地方
スコーネ地方はロスキレ条約の第9条によりスウェーデンに割譲されたが、スコーネ住民の特権、古い法律と慣習の継続は保証された。しかしながら、スコーネ地方はだんだんとスウェーデンに融合されていった。スコーネ貴族はスウェーデン貴族に同化され、一般的なスウェーデン貴族の家系と同じ権利と義務でスウェーデン貴族院に迎え入れられた。スコーネ法は1683年にスウェーデン全国の法律に置換された。同年にはデンマーク全国で施行されている法律が導入され、中世スカンディナヴィア法も置換された。そして、1686年にはスウェーデンの教会法が導入された。